# Душан Крстић (политичар)
Душан А. Крстић (Краљево, 20. август 1904 – Краљево, 22. април 1945) је био српски и југословенски трговац, банкар и председник краљевачке општине од 1936. до 1941. године. Стрељан је након рата од комунистичких власти, под оптужбом да је сарађивао са окупатором тако што није зауставио краљевачки масакр. Рехабилитован је 2007. године, решењем Окружног суда у Краљеву.

## Биографија

### Порекло, образовање и каријера
Рођен је 20. августа 1904. године у старог трговачкој породици из Краљева. Његов отац Аврам Крстић је значајан део богатства стекао у време Царинског рата, када је отворио представништво фирме у Александрији и тако олакшао извоз из Краљевине Србије, а деда Живан Крстић је помагао српске четничке јединице у борбама против Турака.
Душан је студирао у Грацу и на Високој школи за трговину у Бечу. Вратио се у Краљевину Југославију, где је радио као банкарски службеник. Оженио се Добрилом Ракић и са њом имао кћерке Радмилу, Наталију и Милену. Из предратног времена сеже његово познанство и пријатељство са владиком Николајем Велимировићем, тада епископом жичким.
На локалним изборима 1936. године, изабран је за председника краљевачке општине као кандидат Демократске странке у оквиру удружење опозиције.

### Други светски рат
Након окупације 1941. године, Крстић је остао председник општине. Као бечки студент је одлично говорио немачки језик, што му је олакшало комуникацију са окупационим властима. Позивао је народ на мир и послушност новим властима, односно да се не узима учешће у оружаним побунама.
У време опсаде Краљева и увођења ванредног стања, средином октобра 1941. године, почело је прикупљање талаца у граду, који су затварани у железничке хангаре. Епископ жички Николај и председник општине Крстић су тада покушавали да измоле од немачке команде да не стреља таоце и водили су дуге преговоре, али без успеха. Гневни на његову интервенцију, стављају га у кућни притвор под стражом Гестапоа и смењују са места председника општине.
Хапшен је још неколико пута током окупације, а тешко је и оболео. Био је принуђен да ради како би издржавао породицу и Саву Микашиновић, која се код њих сместила као избеглица из Независне Државе Хрватске.

### Суђење и стрељање
Нове комунистичке власти су ухапсиле Крстића и судиле му пред Војним судом који је заседао у краљевачком хотелу "Париз". Осумњичен је да је могао спречити стрељања у време краљевачког масакра, али да то није учинио, већ да је издавао бланко пропуснице само за богатије и угледније грађане и пријатеље.
Пресуда је изречена 22. априла 1945. године на казну смрти стрељањем, која је извршена истог дана на непознатој локацији. Цивилни суд му је конфисковао имовину.
Новинар и публициста Михаило Симић је разговарао са Јулијом Симић, супругом тадашњег тужиоца Милоша Симића, који је био активиста Народног фронта. По сазнању да ће Крстић бити осуђен на смрт, Милош Симић је ступио у контакт са потпредседником Привремене владе ДФЈ Миланом Гролом, кога је познавао као предратни члан његове Демократске странке, те је од њега затражио да се заузме за Крстића. Грол је интервенисао код Јосипа Броза Тита, а он је наводно телеграмом обавестио ОЗНУ у Чачку, којој је била подређена ОЗНА у Краљеву, да се заустави стрељање Душана Крстића. Међутим, чачанска ОЗНА није проследила телеграм у Краљево све док се стрељање није обавило.

## Рехабилитација
Крстић је рехабилитован 2007. године, решењем Окружног суда у Краљеву. Поступак за рехабилитацију покренуле су његова кћерка Радмила Савковић и унука Зорана Савковић Џерија. Решењем је поништена одлука Војног суда из 1945. године, а проглашено је ништавним судско решење о конфискацији имовине.